# تاريخ ساحل العاج

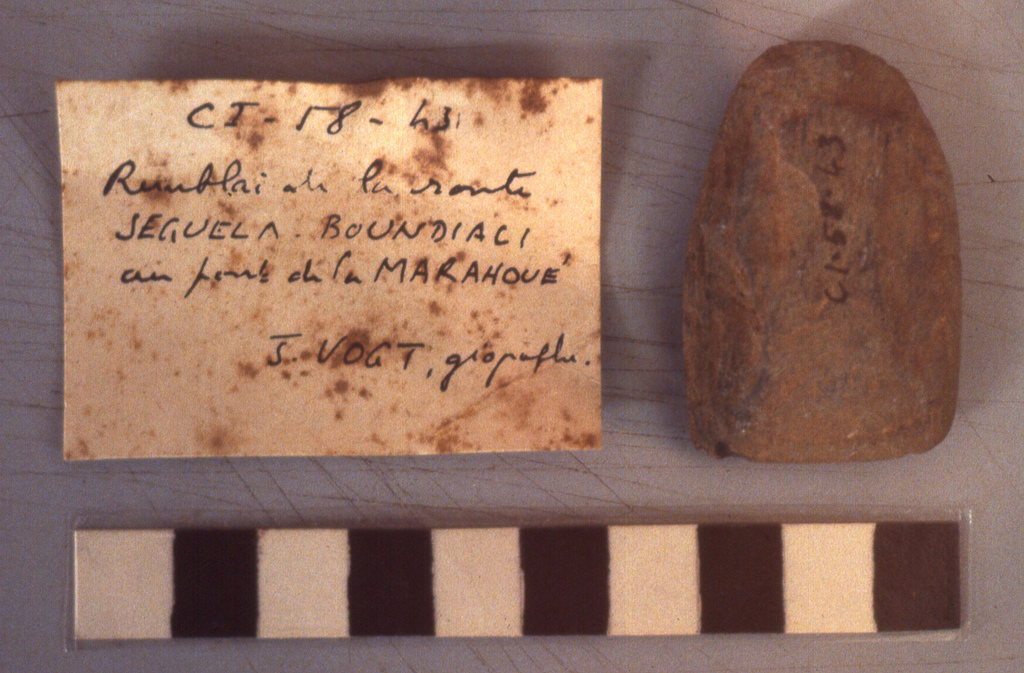

يصعب تحديد تاريخ أول وجود بشري في ساحل العاج (تسمى رسميًا كوت ديفوار) لأن البقايا البشرية لم تُحفظ جيدًا في مناخ البلاد الرطب. ومع ذلك، يُعدّ وجود أجزاء من الأسلحة والأدوات القديمة (ولا سيما الفؤوس المصقولة لقطع الطَّفَل الصَفحي وبقايا أدوات الطبخ والصيد) في البلاد مؤشرًا محتملًا على وجود بشري كبير خلال فترة العصر الحجري القديم الأعلى (15,000 إلى 10,000 قبل الميلاد)، أو العصر الحجري الحديث على الأقل. ترك أوائل سكان كوت ديفوار المعروفين آثارًا منتشرة في جميع أنحاء الإقليم. يعتقد المؤرخون أن السكان جميعهم إما نزحوا أو استوعبهم أسلاف السكان الحاليين. تشمل الشعوب التي وصلت قبل القرن السادس عشر يوتيلي (أبويسو) وكوتروا (فريسكو) وزهيري (غراند لاهو) وإيغا وديس (ديفو).

## ما قبل التاريخ والتاريخ المبكر
لا يُعرف الكثير عن السكان الأصليين لكوت ديفوار. يعتقد المؤرخون أنهم إما نزحوا أو استوعبهم أسلاف السكان الحاليين. عُثر على أول تاريخ مسجّل في سجلّات التجار المسلمين من شمال أفريقيا الذين نظّموا تجارة قوافل الملح والعبيد والذهب وغيرها من المواد عبر الصحراء الكبرى منذ العصور الرومانية الأولى. تقع المحطات الجنوبية للطرق التجارية عبر الصحراء الكبرى على أطراف الصحراء، ومن هناك امتدت التجارة التكميلية جنوبًا حتى أطراف الغابات المطيرة. ازدهرت المحطات الأكثر أهمية مثل جني وغاو وتمبكتو لتصبح مراكز تجارية رئيسية وتطورت حولها الإمبراطوريات السودانية الكبرى. تمكنت هذه الإمبراطوريات من السيطرة على الدول المجاورة بفضل تحكّم قواتها العسكرية القوية بالطرق التجارية. أصبحت الإمبراطوريات السودانية أيضًا مراكز للتعليم الإسلامي. أدخل التجار العرب من شمال أفريقيا الإسلام إلى غرب السودان وانتشر بسرعة بعد تحوّل العديد من الحكام المهمين. انتشر الإسلام جنوبًا في المناطق الشمالية من ساحل العاج المعاصر منذ القرن الحادي عشر عندما اعتنق حكام الإمبراطوريات السودانية الإسلام.
ازدهرت غانا التي تعد من أقدم الإمبراطوريات السودانية في شرق موريتانيا الحالية من القرن الرابع إلى القرن الثالث عشر. امتدت أراضيها في ذروة قوتها في القرن الحادي عشر من المحيط الأطلسي إلى تمبكتو. بعد تراجع غانا، نمت مملكة مالي لتصبح دولة إسلامية قوية وصلت إلى ذروتها في أوائل القرن الرابع عشر. اقتصرت أراضي مملكة مالي في ساحل العاج على الركن الشمالي الغربي حول أوديني. بدأت تتراجع ببطء منذ نهاية القرن الرابع عشر بعد الخلاف الداخلي وثورات الدول التابعة التي ازدهرت إحداها، سونغاي، كإمبراطورية بين القرنين الرابع عشر والسادس عشر. ضعفت سونغاي أيضًا بسبب الخلاف الداخلي، ما أدى إلى اندلاع حرب بين الفصائل. حفّز هذا الخلاف هجرة معظم الشعوب جنوبًا نحو حزام الغابات. شكّلت الغابات المطيرة الكثيفة التي تغطي النصف الجنوبي من البلاد حواجز أمام المنظمات السياسية واسعة النطاق كما شوهد في أقصى الشمال. عاش السكان في القرى أو مجموعات القرى التي كانت على اتصال مع العالم الخارجي عن طريق تجار المسافات الطويلة. عاش القرويون على الزراعة والصيد.
ازدهرت خمس دول مهمة في ساحل العاج في فترة ما قبل الأوروبيين. تأسست إمبراطورية كونغ المسلمة على يد شعب الجولا في أوائل القرن الثامن عشر في المنطقة الشمالية الوسطى التي يسكنها شعب السينوفا الذين فروا من الأسلمة في ظل مملكة مالي. على الرغم من أن كونغ أصبحت مركزًا مزدهرًا للزراعة والتجارة والحرف اليدوية، إلا أن التنوع الإثني والخلاف الديني أضعف المملكة تدريجيًا. دمّر ساموري توري مدينة كونغ في عام 1895. تأسست مملكة أبرون في جامان في القرن السابع عشر على يد مجموعة أكانية تدعى الأبرون التي هربت من كونفيدرالية آشانتي الناشئة في ما يُعرف اليوم بغانا. من مستوطنتهم جنوب بوندوكو، وسّع الأبرون هيمنتهم تدريجيًا على شعب الجولا في بوندوكو، الذين كانوا مهاجرين حديثين من مدينة بيغو التجارية. تطورت بوندوكو لتصبح مركزًا رئيسيًا للتجارة والإسلام. اجتذب علماء القرآن في المملكة الطلابَ من جميع أنحاء غرب أفريقيا. في منتصف القرن الثامن عشر في شرق وسط ساحل العاج، أنشأت المجموعات الأكانية الأخرى الفارة من آشانتي مملكة باوليه في ساكاسو ومملكتي آغني، إنديني وسانوي. وضعت باوليه -مثلما آشانتي- هيكلًا سياسيًا وإداريًا شديد المركزية في عهد ثلاثة حكام متعاقبين، لكنها انقسمت أخيرًا إلى مشيخات أصغر. قاوم شعب الباوليه بشدة الإخضاع الفرنسي على الرغم من تفكك مملكتهم. حاول أحفاد حكام مملكتي آغني الحفاظ على هويتهم المستقلة لفترة طويلة بعد استقلال ساحل العاج؛ في أواخر عام 1969، حاولت مملكة سانوي في كريندجابو الانفصال عن ساحل العاج وتشكيل مملكة مستقلة.

### التجارة مع أوروبا والأمريكتين
سرعان ما أصبحت القارة الأفريقية، الواقعة بين أوروبا والكنوز المتخيَّلة في الشرق الأقصى، وجهة المستكشفين الأوروبيين في القرن الخامس عشر. كان البرتغاليون أول من استكشف من الأوروبيين ساحل غرب أفريقيا، ثم تبعتهم القوى البحرية الأوروبية الأخرى، وتأسست التجارة مع العديد من الشعوب الساحلية غرب أفريقيا. شملت التجارة في البداية الذهب والعاج والفلفل، ولكن إنشاء المستعمرات الأمريكية في القرن السادس عشر حفّز الطلب على العبيد، ما أدى إلى اختطاف سكان المناطق الساحلية غرب أفريقيا واستعبادهم (انظر تجارة العبيد الأفارقة). اشترى الحكام المحليون السلع والعبيد من سكان المناطق الداخلية بموجب المعاهدات مع الأوروبيين. بحلول نهاية القرن الخامس عشر، ولّدت الاتصالات التجارية مع أوروبا تأثيرات أوروبية قوية توغّلت في المناطق شمالًا من ساحل غرب أفريقيا.
كانت ساحل العاج، مثل بقية غرب أفريقيا، عرضة لهذه التأثيرات، لكن غياب الموانئ المحمية على طول ساحلها منع الأوروبيين من إنشاء مراكز تجارية دائمة. وبالتالي، كانت التجارة البحرية غير منتظمة ولعبت دورًا ثانويًا في اختراق الأوروبيين لساحل العاج وغزوها في نهاية المطاف. أثّرت تجارة الرقيق، على وجه الخصوص، تأثيرًا ضئيلًا في شعوب ساحل العاج. نشأت تجارة مربحة قائمة على العاج خلال القرن السابع عشر، إذ سمّيت المنطقة على اسمها، لكنها تسبّبت في انخفاض أعداد الفيلة انخفاضًا قضى على تجارة العاج فعليًا بحلول بداية القرن الثامن عشر.
كانت أول رحلة فرنسية مسجّلة إلى غرب أفريقيا في عام 1483. تأسست أول مستوطنة فرنسية في غرب أفريقيا، تسمى سانت لويس، في منتصف القرن السابع عشر في السنغال، بينما تنازل الهولنديون في الوقت نفسه عن مستوطنة في جزيرة غوريه قبالة داكار للفرنسيين. تأسست بعثة فرنسية في عام 1687 في أسيني بالقرب من حدود غولد كوست (غانا حاليًا)، وأصبحت أول بؤرة استيطانية أوروبية في تلك المنطقة. ومع ذلك، كان بقاء أسيني غير مستقر، ولم يستطع الفرنسيون تأسيس أنفسهم بقوة في ساحل العاج حتى منتصف القرن التاسع عشر. في ذلك الوقت، كانوا قد أقاموا المستوطنات حول مصب نهر السنغال وفي نقاط أخرى على طول السواحل التي تشكّل الآن السنغال وغامبيا وغينيا بيساو. وكان لدى البريطانيين بؤر استيطانية دائمة في المناطق نفسها وفي خليج غينيا شرق ساحل العاج.
في القرن الثامن عشر، غزت البلاد مجموعتان أكانيتان مرتبطتان، هما: الآغني الذين احتلوا الجنوب الشرقي، والباوليه الذين استقروا في الجزء الأوسط. في الفترة 1843-1844، وقّع الأدميرال الفرنسي بويه ويلوم معاهدات مع ملوك منطقتي باسام الكبرى وأسيني، ووضع أراضيهم تحت الحماية الفرنسية. توسّع المستكشفون والمبشرون والشركات التجارية والجنود الفرنسيون في المنطقة تدريجيًا تحت السيطرة الفرنسية في الداخل من منطقة البحيرة. لكن التهدئة لم تتحقّق حتى عام 1915.